# Release to manufacture
De Engelse termen release to manufacture en Release to manufacturer, kortweg RTM en vrij vertaald vrijgegeven voor producent, worden gebruikt in de softwareontwikkeling om aan te geven dat de software geschikt is om te worden verstuurd naar de fabrikant die het distributiemedium (tegenwoordig meestal cd, dvd of download) gaat verzorgen, om vervolgens de waar te kunnen verkopen. Het is de voorlaatste fase in het ontwikkelingsproces van software, en volgt op de release candidate.
Tijdens deze fase wordt het programma naar de fabrikanten gestuurd, zodat zij de software op de computers kunnen zetten. Men kan de RTM dan ook het beste vergelijken met de finale versie van een programma, maar zonder dat het voor het brede publiek beschikbaar is. Deze fase wordt dan ook bijna nooit gebruikt bij programma's (onder andere Microsoft gebruikt de RTM om zijn software door te spelen aan de pc-fabrikanten).
Na de RTM volgt de uiteindelijke versie.
Fases: Alfaversie · Bètaversie · Release candidate (RC) · Release to manufacture (RTM) · Stabiele versie · Onderhoudsversie (legacy)
Begrippen: Upgrade · Update · Patch · Service pack